# 갑옷땃쥐
갑옷땃쥐(Scutisorex somereni)는 땃쥐과에 속하는 포유류의 일종이다. 아프리카의 콩고 분지의 토착종이다.